# Великий калібр
«Великий калібр» (англ. Big Calibre) — вестерн 1935 року режисера Роберта Н. Бредбері . Прем'єра відбулася 8 березня 1935 року . У головній ролі — Боб Стіл.

## Сюжет
Батько власника ранчо Боба О'Ніла вбитий божевільним Отто Зенцем. Намагаючись помститися за свого батька, Боб вистежує та знищує негідника.

## У ролях
- Боб Стіл — Боб О'Ніл
- Пеггі Кембелл — Джун Баверс
- Форрест Тейлор — банкір Бентлі
- Джон Елліот — Расті Гікс
- Джорджія О'Делл — Арабелла
- Вільям Квінн — Отто Зенц
- Ерл Двайр — шеріф Гладстоуна
- Френк Бол — Джим Баверс
- Сай Дженкс — ведучий на танцях
- Дік Дікінсон — охоронець пошти (в титрах не вказано)

## Відгуки
Кінокритик Боб Магерс вважає «Великий калібр» одним із найкращих фільмів Боба Стіла.